# Église Saint-Gervais-Saint-Protais de Bevons
Pour les articles homonymes, voir Église Saint-Gervais-Saint-Protais et Église Saint-Gervais.
L'église Saint-Gervais-Saint-Protais, placée sous l'invocation de Saint-Gervais et Saint-Protais, est une église de style roman située sur la commune de Bevons dans le département des Alpes-de-Haute-Provence en France.

## Architecture
Nef et abside en cul-de-four voûtée en plein-cintre. Des contreforts soutiennent les murs. La porte d'entrée est située au sud de l'édifice. L'église est de style roman. 